# Conioscinella araeceri
Conioscinella araeceri är en tvåvingeart som beskrevs av Spencer 1978. Conioscinella araeceri ingår i släktet Conioscinella och familjen fritflugor. Inga underarter finns listade i Catalogue of Life.